# Gruta del Bichon

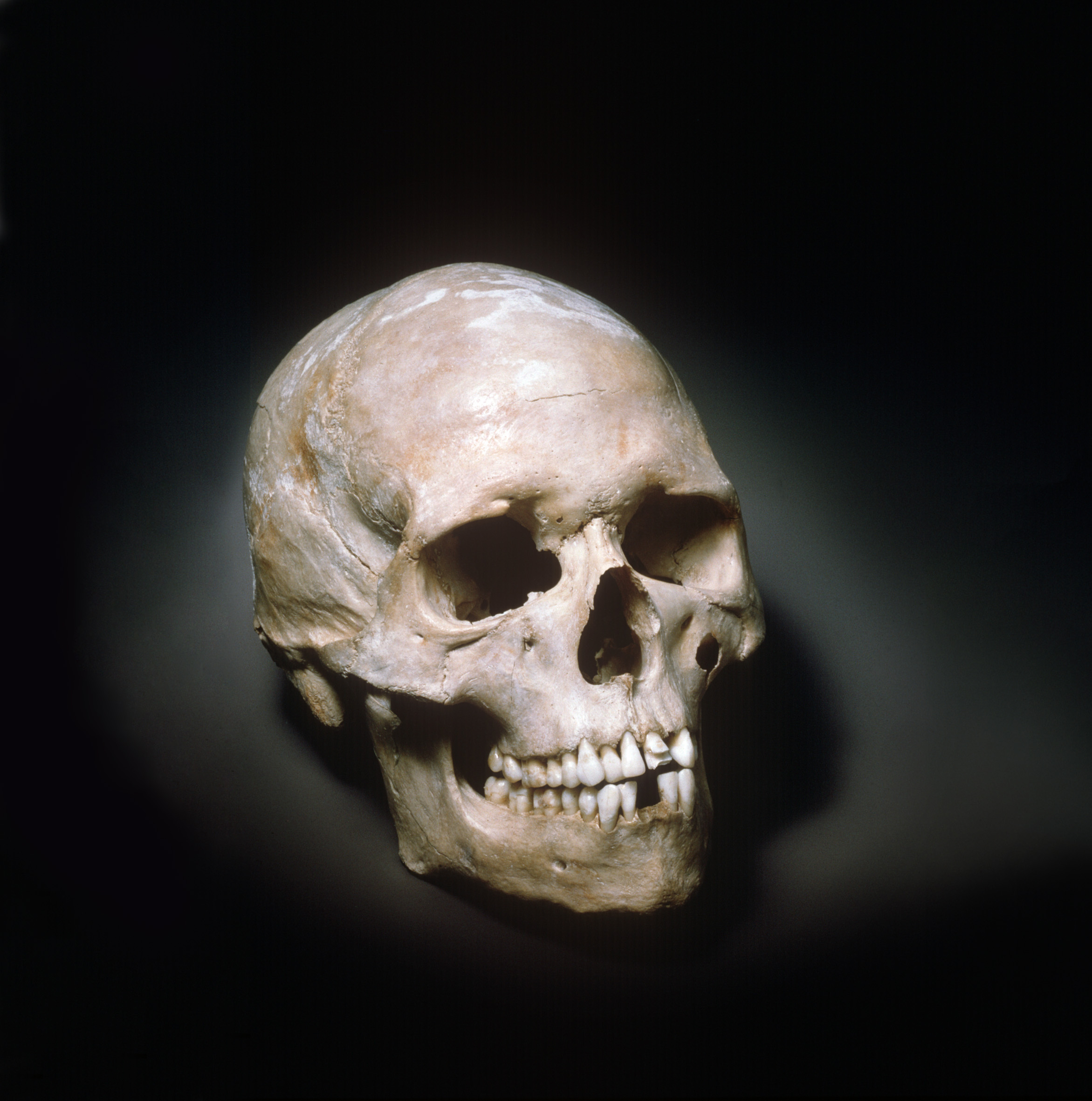
Cráneo del "Hombre de Bichon", descubierto en la cueva.

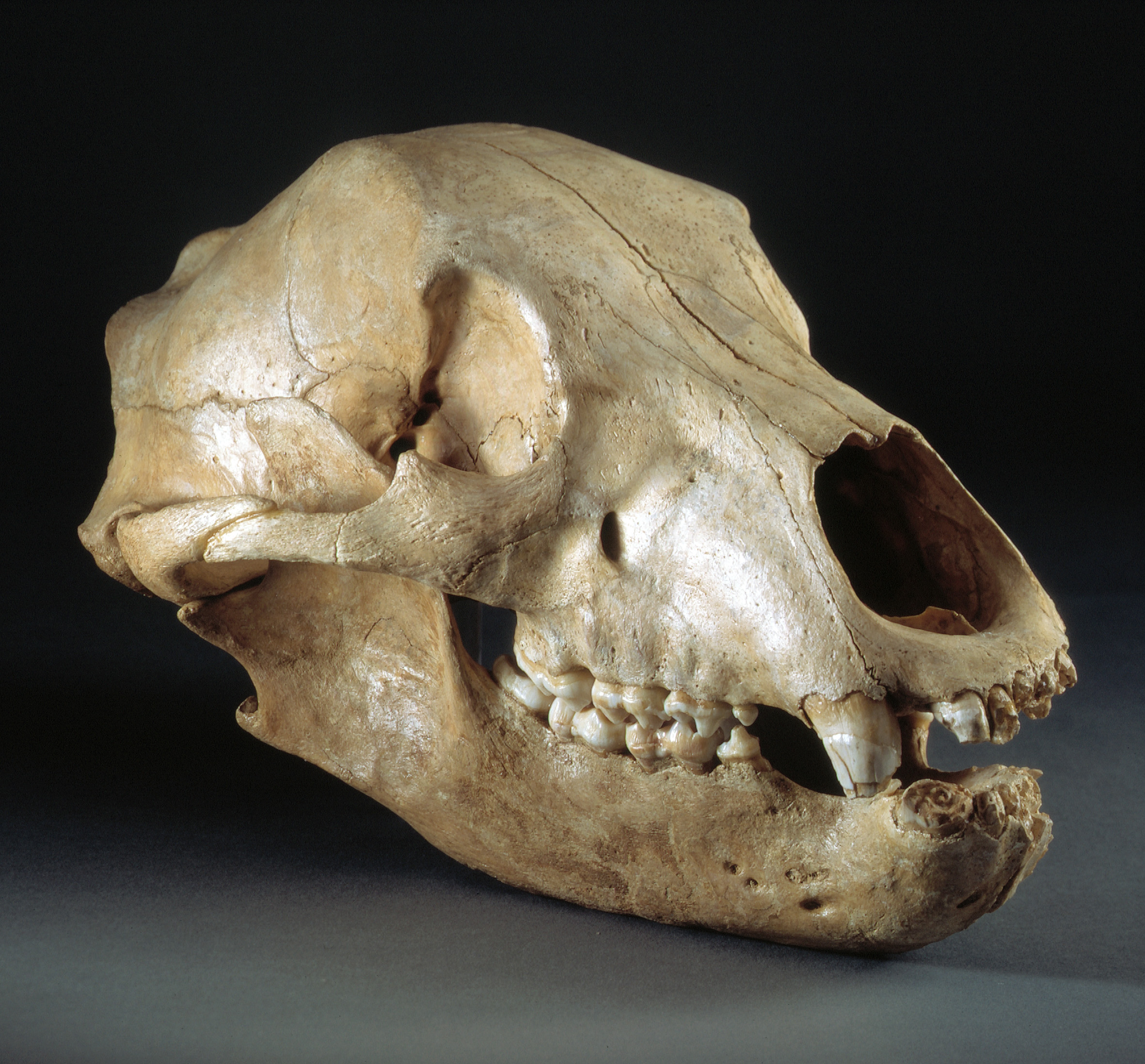
Cráneo de la osa encontrada en la cueva.

La Gruta del Bichon (Grotte du Bichon en francés) es una cueva kárstica en el Jura suizo, con vistas al río Doubs a una altitud de 846 m, unos 5 km al norte de La Chaux-de-Fonds, escenario de una accidente de caza, en un raro caso de identificación de un hecho prehistórico.

## Hallazgo
Es el lugar del descubrimiento del esqueleto casi completo y muy bien preservado de un cazador-recolector del Aziliense (Paleolítico superior tardío a Mesolítico temprano), apodado "hombre de Bichon" (homme de Bichon), un joven de 20 a 23 años, que vivió en torno al 11 600 a. C. ya que la datación por radiocarbono lo fechó en 13 770 – 13 560 años atrás (IC 95 %);  corresponde a una fase climática templada a finales del Pleistoceno Superior. La cueva empezó a ser explorada y estudiada en 1948 y el esqueleto fue descubierto en 1956, a unos 15 m de la entrada de la cueva, entremezclados con los huesos, también perfectamente conservados, de una hembra de oso pardo de cinco o seis años, nueve puntas de flecha de pedernal azilienses y restos de carbón vegetal. En 1991, se encontraron astillas de pedernal incrustadas en la tercera vértebra del úrsido, sin indicios de curación, lo que sugiere la interpretación de que la osa fue herida a flechazos, se retiró a la cueva y fue perseguida por el cazador, quien encendió unos pequeños fuegos para ahumar a la osa y obligarla a salir, parece que no fue efectivo y se adentró más en el corredor para enfrentarla, al encontrarla la cree muerta, pero el animal moribundo arremete y lo mata de un zarpazo antes de desplomarse muerta ella también. 

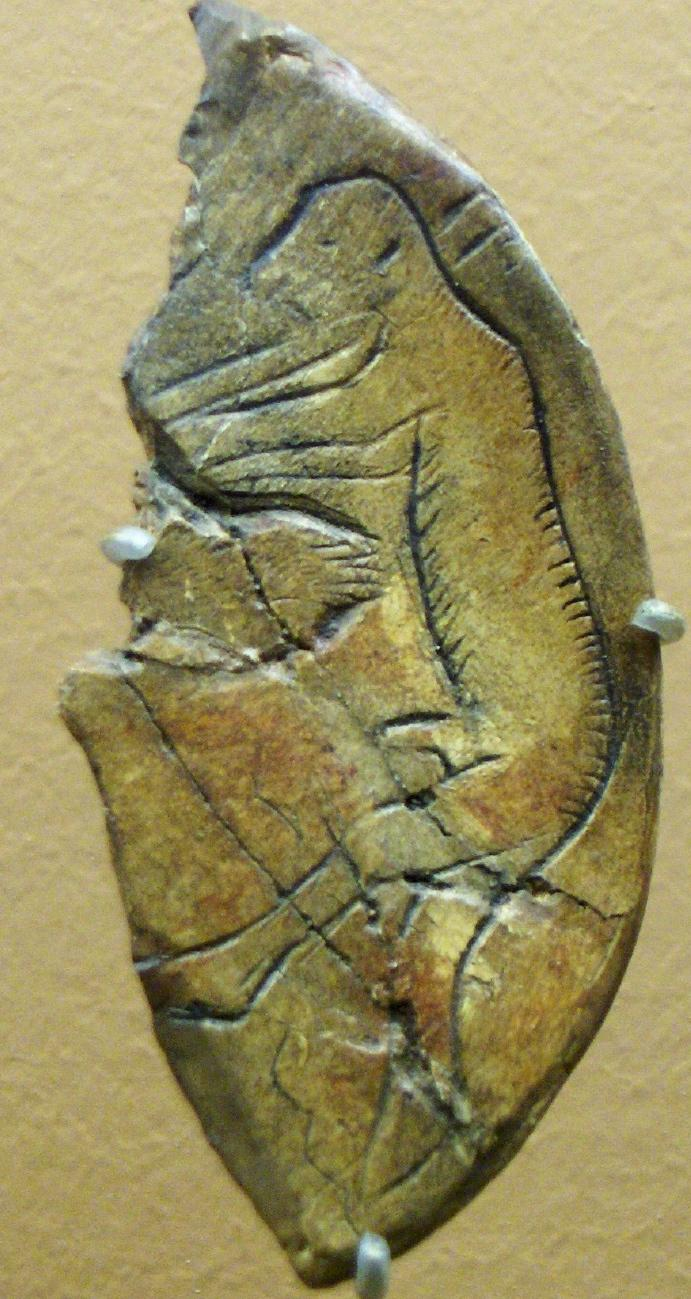
Placa grabada sobre hueso paleolítica hallada en la cueva Sous-Grand-Lac, Dordoña, Francia, representando a un humano atacado por un oso del que solo se ve la zarpa.

Un análisis genético de los restos del hombre mostró que pertenecía al linaje de los " cazadores-recolectores de Europa occidental" (WHG), conocido por fósiles más recientes del Mesolítico europeo. Era portador del haplogrupo I2a de ADN-Y y del haplogrupo U5b1h de ADN-mt. El haplogrupo I2a de ADN-Y probablemente surgió en Europa antes del Último Máximo Glacial. Morfológicamente, su cráneo fue descrito como relativamente largo, con una cara ancha y baja y cuencas oculares rectangulares, típicos de los cromañones. Los genes de pigmentación revelan que tenía ojos marrones, cabello negro y piel oscura. Habría pesado poco más de 60 kilos y medía 1,64 m de altura. Era pues relativamente delgado, pero musculoso (según las inserciones musculares visibles en el esqueleto), con una asimetría lateral pronunciada que indica que era diestro. Un estudio sobre fraccionamientos de carbono y nitrógeno sugiere una dieta basada principalmente en carne. 